# موري (باد كاليه)
موري، باد كاليه (بالفرنسية: Mory, Pas-de-Calais)‏ هي بلدية تقع في إقليم باد كاليه من منطقة نور با دو كاليه في شمال فرنسا. تبلغ مساحة هذه المدينة 7.39 (كم²)، وترتفع عن سطح البحر 90 م، يبلغ عدد سكانها 346 نسمة حسب إحصاء المعهد الوطني للإحصاء والدراسات الاقتصادية سنة 2009 م. وترأس Joël Vasseur البلدية خلال فترة (2008-2014).